# کلرمونت (نیویورک)
کلرمونت، نیویورک (به انگلیسی: Clermont, New York) یک سکونتگاه مسکونی در ایالات متحده آمریکا است که در شهرستان کلمبیا، نیویورک واقع شده‌است.

## خصوصیات
کلرمونت ۴۹٫۷ کیلومترمربع مساحت و ۱٬۹۶۵ نفر جمعیت دارد و ۵۹ متر بالاتر از سطح دریا واقع شده‌است.